# Bắn súng tại Đại hội Thể thao Đông Nam Á 2011
Bắn súng tại Đại hội Thể thao Đông Nam Á năm 2011 được tổ chức từ ngày 12 đến ngày 19 tháng 11 năm 2011 tại Trường bắn Jakabaring, thuộc Cụm thể thao Jakabaring, thành phố Palembang, Indonesia. Môn thi đấu này bao gồm nhiều nội dung ở các cự ly khác nhau dành cho cả nam và nữ, chia thành các nhóm súng ngắn, súng trường, súng hơi và bắn đĩa bay.
Đoàn thể thao Việt Nam tiếp tục thể hiện sự thống trị bắn súng Đông Nam Á khi giành vị trí nhất toàn đoàn với 7 huy chương vàng.

## Tóm tắt kết quả

### Nam
| Nội dung                   | Vàng                        | Bạc                              | Đồng                              |
| -------------------------- | --------------------------- | -------------------------------- | --------------------------------- |
| 10 m súng ngắn hơi         | Hoàng Xuân Vinh · Việt Nam  | Noppadon Sutiviruch · Thái Lan   | Trần Quốc Cường · Việt Nam        |
| 25 m súng ngắn tiêu chuẩn  | Anang Yulianto · Indonesia  | Khalel Abdullah · Malaysia       | Bùi Quang Nam · Việt Nam          |
| 25 m súng ngắn bắn chậm    | Hoàng Xuân Vinh · Việt Nam  | Jakkrit Panichpatikum · Thái Lan | Hà Minh Thành · Việt Nam          |
| 25 m súng ngắn bắn nhanh   | Hà Minh Thành · Việt Nam    | Hasli Izwan · Malaysia           | Vorapol Kulchairattana · Thái Lan |
| 50 m súng ngắn tự chọn     | Trần Quốc Cường · Việt Nam  | Hoàng Xuân Vinh · Việt Nam       | Maung Kyu · Myanmar               |
|                            |                             |                                  |                                   |
| 10 m súng trường hơi       | Zhang Jin · Singapore       | Mohd Hadafi Jaafar · Malaysia    | Weerawat Chaisawat · Thái Lan     |
| 50 m súng trường ba tư thế | Nguyễn Duy Hoàng · Việt Nam | Napis Tortungpanich · Thái Lan   | Mohd Hadafi Jaafar · Malaysia     |
| 50 m súng trường nằm bắn   | Vũ Thành Hưng · Việt Nam    | Shahril Sahak · Malaysia         | Attapon Uea-aree · Thái Lan       |
|                            |                             |                                  |                                   |
| 10 m bắn mục tiêu di động  | Ngô Hữu Vượng · Việt Nam    | Đỗ Đức Hùng · Việt Nam           | Masruri · Indonesia               |

### Nữ
| Nội dung                   | Vàng                           | Bạc                                  | Đồng                                     |
| -------------------------- | ------------------------------ | ------------------------------------ | ---------------------------------------- |
| 10 m súng ngắn hơi         | Kanokan Chaimongkol · Thái Lan | Lê Thị Hoàng Ngọc · Việt Nam         | Tanyaporn Prucksakorn · Thái Lan         |
|                            |                                |                                      |                                          |
| 10 m súng trường hơi       | Nur Suryani Taibi · Malaysia   | Jasmine Ser · Singapore              | Patsornnut Hongprasert · Thái Lan        |
| 50 m súng trường ba tư thế | Nur Suryani Taibi · Malaysia   | Sununta Majchacheep · Thái Lan       | Nur Ayuni Farhana Abdul Halim · Malaysia |
| 50 m súng trường nằm bắn   | Maharani Ardy · Indonesia      | Vitchuda Pichitkanjanakul · Thái Lan | Muslifah Zulkifli · Malaysia             |
|                            |                                |                                      |                                          |
| 10 m bắn mục tiêu di động  | Xayyavong Khamla · Lào         | Thidarat Attakit · Thái Lan          | Nourma Try Indriani · Indonesia          |

## Bảng huy chương
| Hạng               | Đoàn               | Vàng | Bạc | Đồng | Tổng số |
| ------------------ | ------------------ | ---- | --- | ---- | ------- |
| 1                  | Việt Nam           | 7    | 3   | 3    | 13      |
| 2                  | Malaysia           | 2    | 4   | 3    | 9       |
| 3                  | Indonesia          | 2    | 0   | 2    | 4       |
| 4                  | Thái Lan           | 1    | 6   | 5    | 12      |
| 5                  | Singapore          | 1    | 1   | 0    | 2       |
| 6                  | Lào                | 1    | 0   | 0    | 1       |
| 7                  | Myanmar            | 0    | 0   | 1    | 1       |
| Tổng số (7 đơn vị) | Tổng số (7 đơn vị) | 14   | 14  | 14   | 42      |